# Eleotris feai
Eleotris feai is een straalvinnige vissensoort uit de familie van de slaapgrondels (Eleotridae). De wetenschappelijke naam van de soort is voor het eerst geldig gepubliceerd in 1974 door Thys van den Audenaerde & Tortonese.